# 陸上自衛隊小平学校

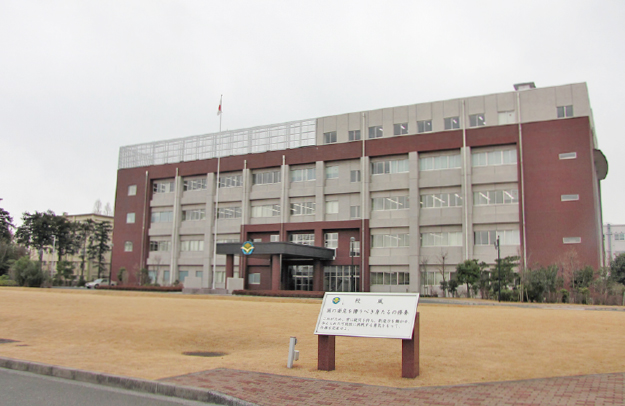
陸上自衛隊小平学校

陸上自衛隊小平学校（りくじょうじえいたいこだいらがっこう、JGSDF Kodaira School）は、陸上自衛隊小平駐屯地（東京都小平市）に所在する防衛大臣直轄機関（学校）のひとつである。

## 概要
人事・システム・警務・会計・法務等多岐にわたる教育を実施しており、その教育内容の性質から警務科・法務等において陸上自衛官だけでなく海上自衛官・航空自衛官・事務官なども学生として入校している。また、入校する学生の階級も、新隊員から定年退職間近の幹部自衛官まで幅広い。学校長は会計科・警務科の部隊指揮官または相当級の幕僚等を経た陸将補（二）が充てられる。
2001年（平成13年）3月に業務学校・調査学校の2校を統合して発足した小平学校であるが2010年（平成22年）3月に情報科が職種化したことなどの理由から2017年（平成29年）度末（2018年3月26日）をもって旧調査学校の管轄であった情報教育部、語学教育部は「陸上自衛隊情報学校」として本校から分離され富士駐屯地に新編された。このうち語学教育部は引き続き小平駐屯地に所在する。

## 沿革
（前身の業務学校および調査学校の歴史を含む）
警察予備隊総隊学校第5部
- 1952年（昭和27年）1月7日：警察予備隊総隊学校第5部（人事・調査・会計・業務管理・保安）として久里浜駐屯地に発足。

保安隊業務学校
- 1952年（昭和27年）
  - 10月15日：保安隊業務学校（Service School）として独立。
  - 11月18日：保安隊業務学校第2分校が旧立川駐屯地（現・東立川駐屯地）に開校。
- 1953年（昭和28年）3月10日：保安隊業務学校第2分校が業務学校第4部に改称。
- 1954年（昭和29年）
  - 1月15日：保安隊業務学校第3部が久里浜駐屯地から松戸駐屯地へ移駐[1]。
  - 4月1日：旧陸軍経理学校跡地（現在地）の一部に小平駐屯地が開設され、保安隊業務学校が久里浜駐屯地から小平駐屯地へ移駐。

陸上自衛隊業務学校・陸上自衛隊調査学校
- 1954年（昭和29年）
  - 7月1日：保安隊業務学校が陸上自衛隊業務学校に改称。
  - 9月10日：各学校編成完結。

  1. 陸上自衛隊業務学校第2部（小平駐屯地）が陸上自衛隊調査学校（Intelligence school）として独立。
  2. 陸上自衛隊業務学校第3部（松戸駐屯地）が陸上自衛隊需品学校として独立。
  3. 陸上自衛隊業務学校第4部（旧立川駐屯地）が陸上自衛隊輸送学校として独立。
- 1956年（昭和31年）4月20日：陸上自衛隊業務学校、陸上自衛隊調査学校が小平駐屯地から越中島駐屯地へ移駐。
- 1960年（昭和35年）1月6日：陸上自衛隊業務学校、陸上自衛隊調査学校が越中島駐屯地から小平駐屯地へ移駐。

陸上自衛隊小平学校
- 2001年（平成13年）3月27日：陸上自衛隊業務学校、陸上自衛隊調査学校、小平駐屯地業務隊、第412会計隊を統合して陸上自衛隊小平学校として創立。
- 2010年（平成22年）3月26日：情報教育部を改編[2]。
- 2014年（平成26年）3月31日：システム教育部と戦術教官室を統合し、システム・戦術教育部に改組。
- 2018年（平成30年）3月27日：内部組織の改編。

1. 情報教育部・語学教育部を廃止し、陸上自衛隊情報学校として富士駐屯地に開設（語学教育部の後進にあたる情報学校第2教育部は引き続き小平駐屯地に残留）。
2. 副校長（陸将補（二））と企画室長（1等陸佐（三））を廃止し、副校長兼企画室長（1等陸佐（二））に改組[3]。
3. 法務教官室を法務教育部に改組。
4. システム・戦術教育部をシステム教育部に改組。

## 組織編成
- 企画室
- 総務部
  - 総務課
  - 厚生課
  - 警備課
  - 管理課「小平校」
  - 会計課
  - 衛生課
- 警務科部
- 会計科部
- 人事教育部[4]
- 法務教育部
- システム教育部

## 主要幹部
| 官職名                                 | 階級       | 氏名     | 補職発令日     | 前職                                 |
| -------------------------------------- | ---------- | -------- | -------------- | ------------------------------------ |
| 陸上自衛隊小平学校長 兼 小平駐屯地司令 | 陸将補     | 安井崇   | 2025年03月24日 | 自衛隊愛知地方協力本部長             |
| 副校長 兼 企画室長                     | 1等陸佐    | 松田靖史 | 2022年03月14日 | 陸上自衛隊東北補給処総務部長         |
| 総務部長                               | 1等陸佐    | 伊藤公裕 | 2024年03月18日 | 陸上自衛隊会計監査隊東北方面分遣隊長 |
| 警務科部長                             | 1等陸佐    | 原 健    | 2025年03月17日 | 陸上自衛隊小平学校勤務               |
| 会計科部長                             | 1等陸佐    | 福岡忠   | 2025年03月17日 | 相馬原駐屯地業務隊長                 |
| 法務教育部長                           | 1等陸佐    | 近藤貴志 | 2024年03月28日 | 西部方面総監部防衛部防衛課陸上連絡官 |
| 人事教育部長                           | 防衛事務官 | 大園雅弘 | 2024年04月01日 |                                      |
| システム教育部長                       | 1等陸佐    | 田代真朗 | 2023年08月01日 | 陸上自衛隊東北補給処補給部長         |

| 代                   | 氏名                   | 在職期間               | 出身校・期                     | 前職                                                        | 後職                                             |
| 陸上自衛隊業務学校長 | 陸上自衛隊業務学校長   | 陸上自衛隊業務学校長   | 陸上自衛隊業務学校長           | 陸上自衛隊業務学校長                                        | 陸上自衛隊業務学校長                             |
| -------------------- | ---------------------- | ---------------------- | ------------------------------ | ----------------------------------------------------------- | ------------------------------------------------ |
| 01                   | 加藤昌平 （1等保安正） | 1952.10.15 - 1953.8.15 | 陸士41期・ 陸大50期            |                                                             | 第一幕僚監部所属 保安研修所派遣勤務              |
| 02                   | 關口八太郎             | 1953.8.16 - 1954.6.30  | 東北帝国大学 昭和10年卒        | 第3管区総監部幕僚長                                         | 第1管区副総監 兼 練馬駐とん地司令                |
| 03                   | 淵ノ上忠義             | 1954.7.1 - 1958.5.1    | 東京帝国大学 昭和10年卒        | 第一幕僚監部監察課長                                        | 第2管区副総監 兼 旭川駐とん地司令                |
| 04                   | 宝神嗣雄 （1等陸佐）   | 1958.5.2 - 1959.2.15   | 東京帝国大学 昭和10年卒        | 陸上自衛隊業務学校副校長                                    | 定年退官（陸将補昇任）                           |
| 05                   | 中西彦太郎 （1等陸佐） | 1959.3.17 - 1960.7.31  | 東京商科大学 昭和5年卒         | 陸上幕僚監部補給課総括班長                                  | 第2管区副総監 兼 旭川駐とん地司令                |
| 06                   | 四戸陸三               | 1960.8.1 - 1962.7.31   | 東北帝国大学 昭和10年卒        | 第4管区総監部幕僚長 →1961.7.1 陸将補昇任                    | 東北方面総監部幕僚副長                           |
| 07                   | 吉井武繁               | 1962.8.1 - 1963.7.31   | 東京帝国大学 昭和10年卒        | 東部方面総監部幕僚副長                                      | 自衛隊体育学校長                                 |
| 08                   | 厚東隆男               | 1963.8.1 - 1964.7.6    | 陸士43期・ 陸大51期            | 東北方面総監部幕僚長 兼 仙台駐とん地司令                    | 退職（陸将昇任）                                 |
| 09                   | 赤羽根澈               | 1964.7.16 - 1965.7.15  | 明治大学 昭和11年卒            | 第2師団副師団長 兼 旭川駐とん地司令                         | 陸上幕僚監部付 →1966.1.1 退職                    |
| 10                   | 郷英                   | 1965.7.16 - 1967.3.15  | 京都帝国大学 昭和13年卒        | 第13師団副師団長 兼 海田市駐とん地司令                      | 第10師団司令部付 →1967.9.1 退職                  |
| 11                   | 木村経一               | 1967.3.16 - 1969.3.16  | 明治大学 昭和12年卒            | 西部方面総監部幕僚副長                                      | 陸上幕僚監部付 →1969.7.1 退職                    |
| 12                   | 池田新太郎             | 1969.3.17 - 1970.3.15  | 東京帝国大学 昭和14年卒        | 陸上自衛隊業務学校副校長 兼 企画室長                        | 陸上幕僚監部付 →1970.4.18 退職                   |
| 13                   | 松原茂暢               | 1970.3.16 - 1972.3.15  | 陸士50期・ 陸大60期            | 陸上自衛隊富士学校特科教育部長                              | 退職                                             |
| 14                   | 生亀元                 | 1972.3.16 - 1974.6.30  | 陸士53期                       | 第4師団副師団長 兼 福岡駐とん地司令                         | 防衛研修所副所長                                 |
| 15                   | 片山和彦               | 1974.7.1 - 1976.3.15   | 陸士55期                       | 陸上幕僚監部募集課長 →1975.4.1 陸将昇任                     | 中部方面総監部付 →1976.4.1 退職                  |
| 16                   | 朝枝照英               | 1976.3.16 - 1977.6.30  | 陸士55期                       | 防衛医科大学校学生部長 →1977.4.1 陸将昇任                   | 退職                                             |
| 17                   | 大松和三郎             | 1977.7.1 - 1979.6.30   | 陸士57期                       | 第1特科団長 兼 北千歳駐とん地司令 →1978.4.4 陸将昇任        | 退職                                             |
| 18                   | 六反園文雄 （陸将）    | 1979.7.1 - 1980.6.30   | 海経35期・ 東京大学 昭和25年卒 | 陸上幕僚監部監理部長                                        | 陸上自衛隊武器補給処長 兼 霞ヶ浦駐とん地司令     |
| 19                   | 浮田高明 （陸将）      | 1980.7.1 - 1982.3.15   | 香川師範 昭和20年卒            | 陸上自衛隊需品学校長                                        | 調達実施本部副本部長 （調達管理第二担当）        |
| 20                   | 船越良一 （陸将）      | 1982.3.16 - 1984.3.15  | 陸士60期                       | 陸上自衛隊富士学校副校長                                    | 退職                                             |
| 21                   | 岡田嘉典               | 1984.3.16 - 1986.3.16  | 中央大学 昭和28年卒            | 陸上自衛隊需品補給処長 兼 松戸駐屯地司令 →1984.7.1 陸将昇任 | 退職                                             |
| 22                   | 大津武昭               | 1986.3.17 - 1987.7.6   | 中央大学 昭和31年卒            | 統合幕僚会議事務局第1幕僚室長                               | 陸上自衛隊武器補給処長 兼 霞ヶ浦駐屯地司令       |
| 23                   | 大橋丈夫               | 1987.7.7 - 1989.3.15   | 防大1期                        | 陸上自衛隊北海道地区補給処長 兼 島松駐屯地司令              | 退職                                             |
| 24                   | 大東信祐               | 1989.3.16 - 1990.3.15  | 防大1期                        | 第1混成団長 兼 那覇駐屯地司令                               | 退職                                             |
| 25                   | 馬渡隼夫               | 1990.3.16 - 1991.3.15  | 防大2期                        | 陸上自衛隊富士学校副校長                                    | 陸上幕僚監部付 →1991.4.1 退職                    |
| 26                   | 道下富士雄             | 1991.3.16 - 1993.3.23  | 防大3期                        | 第3師団副師団長 兼 千僧駐屯地司令                           | 第4師団司令部付 →1993.4.1 退職                   |
| 27                   | 藤本義人               | 1993.3.24 - 1994.6.30  | 防大4期                        | 陸上自衛隊関西地区補給処長 兼 宇治駐屯地司令                | 退職                                             |
| 28                   | 野見山昌士             | 1994.7.1 - 1996.12.15  | 防大6期                        | 第12師団副師団長 兼 相馬原駐屯地司令                        | 退職                                             |
| 29                   | 高田周洋               | 1996.12.16 - 1998.3.26 | 防大9期                        | 第13師団副師団長 兼 海田市駐屯地司令                        | 第4師団司令部付 →1998.4.1 退職                   |
| 30                   | 山岸征洋               | 1998.3.26 - 1999.3.28  | 防大9期                        | 第4師団副師団長 兼 福岡駐屯地司令                           | 退職                                             |
| 31                   | 廣岡公義               | 1999.3.29 - 2000.6.29  | 防大10期                       | 第13師団副師団長 兼 海田市駐屯地司令                        | 退職                                             |
| 末                   | 佐山詔介               | 2000.6.30 - 2001.3.26  | 防大11期                       | 陸上自衛隊富士学校副校長                                    | 陸上自衛隊小平学校長                             |
| 陸上自衛隊小平学校長 |                        |                        |                                |                                                             |                                                  |
| 01                   | 佐山詔介               | 2001.3.27 - 2001.6.28  | 防大11期                       | 陸上自衛隊業務学校長                                        | 退職                                             |
| 02                   | 武田能行               | 2001.6.29 - 2003.12.4  | 防大13期                       | 警務隊長                                                    | 退職                                             |
| 03                   | 宮島俊信               | 2003.12.5 - 2006.3.26  | 防大20期                       | 西部方面総監部幕僚副長                                      | 東北方面総監部幕僚長 兼 仙台駐屯地司令           |
| 04                   | 師富敏幸               | 2006.3.27 - 2007.3.27  | 防大20期                       | 東部方面総監部幕僚副長                                      | 第14旅団長                                       |
| -                    | 三好榮治               | 2007.3.28 - 2007.4.19  | 防大19期                       | 職務代理（本務：小平学校副校長）                            | 職務代理（本務：小平学校副校長）                 |
| 05                   | 榊枝宗男               | 2007.4.20 - 2010.3.28  | 防大19期                       | 警務隊長                                                    | 退職                                             |
| 06                   | 伊藤善寛               | 2010.3.29 - 2012.7.25  | 防大22期                       | 陸上自衛隊中央会計隊長                                      | 退職                                             |
| 07                   | 川久保源映             | 2012.7.26 - 2014.8.4   | 防大24期                       | 中央情報隊長                                                | 退職                                             |
| 08                   | 山下純夫               | 2014.8.5 - 2015.8.3    | 防大25期                       | 第9師団副師団長 兼 青森駐屯地司令                           | 退職                                             |
| 09                   | 菊池哲也               | 2015.8.4 - 2016.6.30   | 中央大学 昭和57年卒            | 第4師団副師団長 兼 福岡駐屯地司令                           | 退職                                             |
| 10                   | 工藤天彦               | 2016.7.1 - 2018.3.26   | 防大28期                       | 中央情報隊長                                                | 退職                                             |
| 11                   | 勝井省二               | 2018.3.27 - 2019.3.31  | 関西大学                       | 陸上自衛隊小平学校副校長                                    | 退職                                             |
| 12                   | 壇上正樹               | 2019.4.1 - 2021.3.25   | 防大32期                       | 警務隊長                                                    | 陸上自衛隊東北補給処長                           |
| 13                   | 大野真                 | 2021.3.26 - 2023.3.29  | 防大36期                       | 陸上自衛隊中央会計隊長                                      | 東北方面総監部幕僚長 兼 仙台駐屯地司令           |
| 14                   | 平澤達也               | 2023.3.30 - 2024.3.27  | 防大35期                       | 中央情報隊長 兼 陸上総隊司令部情報部長                      | 陸上自衛隊富士学校副校長 兼 諸職種協同センター長 |
| 15                   | 宮崎紀彦               | 2024.3.28 - 2025.3.23  | 防大41期                       | 自衛隊兵庫地方協力本部長                                    | 陸上自衛隊中央会計隊長                           |
| 16                   | 安井崇                 | 2025.3.24 -            | 防大37期                       | 自衛隊愛知地方協力本部長                                    |                                                  |